# Какегава
Какегава (јап. 掛川市) град је у Јапану у префектури Шизуока. Према попису становништва из 2005. у граду је живело 117.857 становника.

## Становништво
Према подацима са пописа, у граду је 2005. године живело 117.857 становника.
| 1995.   | 2000.   | 2005.   |
| ------- | ------- | ------- |
| 109.978 | 114.328 | 117.857 |